# Hoa hậu Chuyển giới Quốc tế 2010
Hoa hậu Chuyển giới Quốc tế 2010 là cuộc thi Hoa hậu Chuyển giới Quốc tế lần thứ 6 được tổ chức tại Pattaya, Thái Lan vào ngày 11 tháng 3 năm 2010. Hoa hậu Chuyển giới Quốc tế 2009 - Ai Haruna đến từ Nhật Bản đã trao lại vương miện cho người kế nhiệm, cô Mini Han đến từ Hàn Quốc.

## Kết quả

### Thứ hạng
| Kết quả                          | Thí sinh |
| -------------------------------- | --- |
| Hoa hậu Chuyển giới Quốc tế 2010 | - #09 Hàn Quốc – Mini Han |
| Á hậu 1                          | - #20 Nhật Bản – Ami Takeuchi |
| Á hậu 2                          | - #07 Hoa Kỳ – Stasha Sanchez |
| Top 10                           | - #08 Thái Lan – Nalada Thamthanakorn - #17 Thụy Điển – Alexandra Bryngelsson - #23 Colombia – Melania Armenta - #12 Hoa Kỳ – Sunny Dee-Lite - #11 Canada – Jenna Talackora - #14 Philippines – Bem Bem Radaza - #22 Pháp- Estelle Roedrer |

### Thứ tự công bố
| 1. 22 Pháp 2. 09 Hàn Quốc 3. 17 Thụy Điển 4. 16 Hoa Kỳ 5. 20 Nhật Bản 6. 08 Thái Lan 7. 23 Colombia 8. 12 Hoa Kỳ 9. 14 Philippines 10. 11 Canada | 1. 09 Hàn Quốc 2. 20 Nhật Bản 3. 07 Hoa Kỳ |

## Các giải thưởng phụ
| Giải thưởng                 | Thí sinh                              |
| --------------------------- | ------------------------------------- |
| Trang phục Dân tộc đẹp nhất | - #08 Hàn Quốc - Mini Han             |
| Trang phục Dạ hội đẹp nhất  | - #07 Thái Lan - Nalada Thamthanakorn |
| Hoa hậu Ảnh                 | - #20 Nhật Bản - Ami Takeuchi         |
| Hoa hậu Tài năng            | - #23 Colombia - Melania              |
| Hoa hậu Thân thiện          | - #22 Pháp - Stella Rocha             |
| Hoa hậu Bình chọn           | - #02 Bỉ Barbie Gauthier              |
| Hoa hậu có Làn da hoàn hảo  | - #17 Thụy Điển Alexandra Bryngelsson |

## Thí sinh tham gia
Cuộc thi tổng cộng có 23 thí sinh tham gia:

Cuộc thi tổng cộng có 23 thí sinh tham gia:

| Số báo danh | Quốc gia    | Thí sinh              |
| ----------- | ----------- | --------------------- |
| 01          | Singapore   | Cheryl Isabella       |
| 02          | Bỉ          | Barbie Gauthier       |
| 03          | Sri Lanka   | Chamila               |
| 04          | Philippines | Claire Harlow         |
| 05          | Philippines | Nixie Salonga         |
| 06          | Nhật Bản    | Shima Shyna           |
| 07          | Hoa Kỳ      | Natasha Sanchez       |
| 08          | Thái Lan    | Nalada Thamthanakorn  |
| 09          | Hàn Quốc    | Mini Han              |
| 10          | Brazil      | Michelly X            |
| 11          | Canada      | Jenna Talackova       |
| 12          | Hoa Kỳ      | Sunny De-Lite         |
| 13          | Philippines | Maria Diana Kerr      |
| 14          | Philippines | Bem Bem Radaza        |
| 15          | Pháp        | Stella Rocha          |
| 16          | Ecuador     | Susi Villa            |
| 17          | Thụy Điển   | Alexandra Bryngelsson |
| 18          | Nepal       | Meghna Lama           |
| 20          | Nhật Bản    | Ami Takeuchi          |
| 21          | Philippines | Chelsea Marie         |
| 22          | Pháp        | Estelle Roedrer       |
| 23          | Colombia    | Melania Armenta       |

## Chú ý

#### Tham gia lần đầu
- Ecuador
- Pháp
- Thụy Điển
- Canada
- Sri Lanka
- Bỉ

#### Trở lại
Lần cuối tham gia vào 2006:
- Hàn Quốc

#### Bỏ cuộc
- Trung Quốc
- Venezuela
- Anh Quốc